# Aircargo Agliana Calcio Femminile 2003-2004
Questa voce raccoglie le informazioni riguardanti la Aircargo Agliana Calcio Femminile nelle competizioni ufficiali della stagione 2003-2004.

## Rosa
| N. |                   | Ruolo | Calciatrice                 |
| -- | ----------------- | ----- | --------------------------- |
|    | Italia (bandiera) | P     | Michela Cupido              |
|    | Italia (bandiera) | P     | Ferrante                    |
|    | Italia (bandiera) | P     | Amanda Benassi              |
|    | Italia (bandiera) | D     | Elena Bruno                 |
|    | Italia (bandiera) | D     | Chiara Cacciatori           |
|    | Italia (bandiera) | D     | Francesca Cagetti           |
|    | Italia (bandiera) | D     | Cristina Ugolini            |
|    | Italia (bandiera) | C     | Silvia Baldi                |
|    | Italia (bandiera) | C     | Monica Colombino (capitano) |
|    | Italia (bandiera) | C     | Caterina Di Costanzo        |

| N. |                   | Ruolo | Calciatrice       |
| -- | ----------------- | ----- | ----------------- |
|    | Italia (bandiera) | C     | Sara Ercoli       |
|    | Italia (bandiera) | C     | Anita Lanzuise    |
|    | Italia (bandiera) | C     | Paola Mauro       |
|    | Italia (bandiera) | C     | Carolina Pini     |
|    | Italia (bandiera) | C     | Ilaria Pizzichi   |
|    | Italia (bandiera) | C     | Veronica Tardelli |
|    | Italia (bandiera) | A     | Serena Ciardelli  |
|    | Italia (bandiera) | A     | Luisa Del Bontà   |
|    | Italia (bandiera) | A     | Silvia Fuselli    |

## Calciomercato

### Sessione estiva
| Acquisti | Acquisti          | Acquisti | Acquisti |
| R.       | Nome              | da       | Modalità |
| -------- | ----------------- | -------- | -------- |
| P        | Michela Cupido    | Carrara  |          |
| D        | Francesca Cagetti |          |          |
| C        | Sara Ercoli       | Valdarno |          |
| A        | Silvia Fuselli    | Lucca 7  |          |

| Cessioni | Cessioni           | Cessioni | Cessioni |
| R.       | Nome               | a        | Modalità |
| -------- | ------------------ | -------- | -------- |
| P        | Raffaella Piattoli |          |          |
| C        | Lucia Balestri     |          |          |
|          | Cuccu              |          |          |
|          | Fadda              |          |          |

### Sessione invernale
| Acquisti | Acquisti       | Acquisti         | Acquisti   |
| R.       | Nome           | da               | Modalità   |
| -------- | -------------- | ---------------- | ---------- |
| P        | Amanda Benassi | Castelfiorentino | svincolata |

| Cessioni | Cessioni | Cessioni   | Cessioni   |
| R.       | Nome     | a          | Modalità   |
| -------- | -------- | ---------- | ---------- |
| P        | Ferrante | San Giusmè | svincolata |

## Risultati

### Serie A

#### Girone di andata
| Arbitro: | Donzelli (Terni) |

|  |           |                                             |
|  | Marcatori | 50’, 61’ Gazzoli 64’ Brumana 81’ Mad. Gozzi |

| Roma 20 settembre 2003, ore 16:00 CEST 2ª giornata | A.D. Decimum Lazio | 2 – 1 referto | Agliana | Stadio Tre Fontane |
| \| \| \| \| \| ??? \| Marcatori \| Ciardelli \|    |                    |               |         |                    |
|                                                    |                    |               |         |                    |
| ???                                                | Marcatori          | Ciardelli     |         |                    |

| Arbitro: | D'Agostino (Napoli) |

|  |           |             |
|  | Marcatori | 45’ Novelli |

| 11 ottobre 2003, ore 15:30 CEST 4ª giornata                               | Torino    | 2 – 1 referto | Agliana |  |
| \| \| \| \| \| M. Bruno 12’ Margiotta 40’ \| Marcatori \| 42’ Tardelli \| |           |               |         |  |
|                                                                           |           |               |         |  |
| M. Bruno 12’ Margiotta 40’                                                | Marcatori | 42’ Tardelli  |         |  |

| Arbitro: | Borsellini (Gubbio) |

|             |           |  |
| Fuselli 75’ | Marcatori |  |

| 8 novembre 2003, ore 15:30 CET 6ª giornata                                        | Vallassinese Holcim | 1 – 2 referto                        | Agliana |  |
| \| \| \| \| \| Limonta 5’ \| Marcatori \| 11’ (rig.) Di Costanzo 87’ Del Bontà \| |                     |                                      |         |  |
|                                                                                   |                     |                                      |         |  |
| Limonta 5’                                                                        | Marcatori           | 11’ (rig.) Di Costanzo 87’ Del Bontà |         |  |

| Agliana 15 novembre 2003, ore 14:30 CET 7ª giornata | Agliana   | 1 – 0 referto | Bergamo R | Stadio comunale Germano Bellucci |
| \| \| \| \| \| Fuselli 1’ \| Marcatori \| \|        |           |               |           |                                  |
|                                                     |           |               |           |                                  |
| Fuselli 1’                                          | Marcatori |               |           |                                  |

22 novembre 2003, 8ª giornata: l'Aircargo Agliana riposa.
| Arbitro: | Revelant (Tolmezzo) |

|                 |           |               |
| Delli Zotti 10’ | Marcatori | 43’ Ciardelli |

| Arbitro: | Arcangioli (Viareggio) |

|  |           |           |
|  | Marcatori | 30’ Ulivi |

| Arbitro: | Caratenuto |

|  |           |                                         |
|  | Marcatori | 17’, 26’ Tardelli 35’ Fuselli 45’ Baldi |

| Agliana 22 dicembre 2003, ore 14:30 CET 12ª giornata                            | Agliana   | 2 – 1 referto | Reggiana | Stadio comunale Germano Bellucci |
| \| \| \| \| \| Tardelli 69’ (rig.) Ciardelli 90+3’ \| Marcatori \| 25’ Costi \| |           |               |          |                                  |
|                                                                                 |           |               |          |                                  |
| Tardelli 69’ (rig.) Ciardelli 90+3’                                             | Marcatori | 25’ Costi     |          |                                  |

| Arbitro: | Monderna (Roma) |

|                                |           |  |
| Placchi 40’ Tona 86’ Masia 88’ | Marcatori |  |

#### Girone di ritorno
| Arbitro: | Preti |

|                 |           |  |
| Gazzoli 8’, 81’ | Marcatori |  |

| Agliana 24 gennaio 2004, ore 14:30 CET 15ª giornata | Agliana   | 1 – 0 | A.D. Decimum Lazio | Stadio comunale Germano Bellucci |
| \| \| \| \| \| ??? \| Marcatori \| \|               |           |       |                    |                                  |
|                                                     |           |       |                    |                                  |
| ???                                                 | Marcatori |       |                    |                                  |

| Arbitro: | Ramella Pralungo (Pavia) |

|                                                            |           |  |
| Greco 45’, 90’ Schiavi 81’ (rig.) Österle 85’ Stracchi 88’ | Marcatori |  |

| Arbitro: | Gambini (Roma) |

|  |           |                                    |
|  | Marcatori | 4’, 67’ Zorri 81’, 85’ Iannuzzelli |

| 21 febbraio 2004, ore 15:00 CET 18ª giornata | Bardolino Verona | 3 – 1 | Agliana |  |

| Agliana 28 febbraio 2004, ore 15:00 CET 19ª giornata | Agliana | 0 – 0 | Vallassinese Holcim | Stadio comunale |

| 6 marzo 2004, ore 15:00 CET 20ª giornata | Bergamo R | 1 – 1 | Agliana |  |

20 marzo 2004, 21ª giornata: l'Aircargo Agliana riposa.
| Arbitro: | Arcangioli (Viareggio) |

|                             |           |  |
| Colombino 40’ Fuselli 90+1’ | Marcatori |  |

| Arbitro: | Paganesi |

|                          |           |  |
| Costanzo 48’ Ulivi 90+1’ | Marcatori |  |

| Arbitro: | D'Ascoli (Arezzo) |

|                        |           |                          |
| Tardelli 12’, 73’, 83’ | Marcatori | 20’ Novelli 68’ Iulliano |

| Bibbiano 3 maggio 2004, ore 16:00 CEST 25ª giornata            | Reggiana  | 2 – 1 referto | Agliana | Stadio comunale Luigi Bedogni |
| \| \| \| \| \| Costi 60’, 64’ \| Marcatori \| 36’ Ciardelli \| |           |               |         |                               |
|                                                                |           |               |         |                               |
| Costi 60’, 64’                                                 | Marcatori | 36’ Ciardelli |         |                               |

| Agliana 8 maggio 2004, ore 16:00 CEST 26ª giornata           | Agliana   | 0 – 3 referto              | Torres Terra Sarda | Stadio comunale Germano Bellucci |
| \| \| \| \| \| \| Marcatori \| 8’, 53’ Pedersen 25’ Conti \| |           |                            |                    |                                  |
|                                                              |           |                            |                    |                                  |
|                                                              | Marcatori | 8’, 53’ Pedersen 25’ Conti |                    |                                  |

### Coppa Italia
| 4 gennaio 2004, ore 15:00 CET Quarto turno                                            | Ludos Palermo | 2 – 3 referto                    | Agliana |  |
| \| \| \| \| \| Bottaccio 48’, 71’ \| Marcatori \| 10’, 21’ Fuselli 63’ Di Costanzo \| |               |                                  |         |  |
|                                                                                       |               |                                  |         |  |
| Bottaccio 48’, 71’                                                                    | Marcatori     | 10’, 21’ Fuselli 63’ Di Costanzo |         |  |

| Tavagnacco 14 febbraio 2004, ore 15:00 CET Quinto turno | Letti Cosatto Tavagnacco | 2 – 2 (d.t.s.) referto                              | Agliana | Stadio comunale |
| \| \| \| \| \| Di Filippo 7’ (rig.) Stabile 2t’ \| Marcatori \| 31’ Ugolini 2t’ Ciardelli \| \| ??? \| Tiri di rigore 3 – 4 \| Lanzuise Ercoli Ciardelli Di Costanzo Cagetti Mauro \| |                          |                                                     |         |                 |
| |                          |                                                     |         |                 |
| Di Filippo 7’ (rig.) Stabile 2t’ | Marcatori                | 31’ Ugolini 2t’ Ciardelli                           |         |                 |
| ??? | Tiri di rigore 3 – 4     | Lanzuise Ercoli Ciardelli Di Costanzo Cagetti Mauro |         |                 |

| Arbitro: | Manganelli (San Giovanni Valdarno) |

|                           |           |                               |
| Ciardelli 16’ Fuselli 56’ | Marcatori | 46’ ?. Gozzi 86’, 90’ Gazzoli |

## Statistiche

### Statistiche di squadra
| Competizione | Punti | In casa | In casa | In casa | In casa | In casa | In casa | In trasferta | In trasferta | In trasferta | In trasferta | In trasferta | In trasferta | Totale | Totale | Totale | Totale | Totale | Totale | DR  |
| Competizione | Punti | G       | V       | N       | P       | Gf      | Gs      | G            | V            | N            | P            | Gf           | Gs           | G      | V      | N      | P      | Gf     | Gs     | DR  |
| ------------ | ----- | ------- | ------- | ------- | ------- | ------- | ------- | ------------ | ------------ | ------------ | ------------ | ------------ | ------------ | ------ | ------ | ------ | ------ | ------ | ------ | --- |
| Serie A      | 27    | 12      | 6       | 1       | 5       | 10      | 16      | 12           | 2            | 2            | 8            | 12           | 24           | 24     | 8      | 3      | 13     | 22     | 40     | -18 |
| Coppa Italia | -     | 1       | 0       | 0       | 1       | 2       | 3       | 2            | 1            | 1            | 0            | 5            | 4            | 3      | 1      | 1      | 1      | 7      | 7      | 0   |
| Totale       | -     | 13      | 6       | 1       | 6       | 12      | 19      | 14           | 3            | 3            | 8            | 17           | 28           | 27     | 9      | 4      | 14     | 29     | 47     | -18 |

### Andamento in campionato
| Giornata  | 1  | 2 | 3 | 4 | 5 | 6 | 7 | 8 | 9 | 10 | 11 | 12 | 13 | 14 | 15 | 16 | 17 | 18 | 19 | 20 | 21 | 22 | 23 | 24 | 25 | 26 |
| --------- | -- | - | - | - | - | - | - | - | - | -- | -- | -- | -- | -- | -- | -- | -- | -- | -- | -- | -- | -- | -- | -- | -- | -- |
| Luogo     | C  | T | C | T | C | T | C | - | T | C  | T  | C  | T  | T  | C  | T  | C  | T  | C  | T  | -  | C  | T  | C  | T  | C  |
| Risultato | P  | P | P | P | V | V | V | - | N | P  | V  | V  | P  | P  | V  | P  | P  | P  | N  | N  | -  | V  | P  | V  | P  | P  |
| Posizione | 12 |   |   |   |   | 8 |   |   |   |    |    |    |    |    |    |    | 7  |    |    |    |    |    | 8  |    |    | 8  |

Legenda:

Luogo: C = Casa; T = Trasferta. Risultato: V = Vittoria; N = Pareggio; P = Sconfitta.

### Statistiche delle giocatrici
| Giocatore      | Serie A  | Serie A | Serie A     | Serie A    | Coppa Italia | Coppa Italia | Coppa Italia | Coppa Italia | Totale   | Totale | Totale      | Totale     |
| Giocatore      | Presenze | Reti    | Ammonizioni | Espulsioni | Presenze     | Reti         | Ammonizioni  | Espulsioni   | Presenze | Reti   | Ammonizioni | Espulsioni |
| -------------- | -------- | ------- | ----------- | ---------- | ------------ | ------------ | ------------ | ------------ | -------- | ------ | ----------- | ---------- |
| S. Baldi       | ?        | ?       | ?           | ?          | 2            | 0            | ?            | ?            | 2+       | 0+     | ?           | ?          |
| A. Benassi     | ?        | ?       | ?           | ?          | 0            | 0            | 0            | 0            | 0+       | 0+     | 0+          | 0+         |
| E. Bruno       | ?        | ?       | ?           | ?          | 1            | 0            | ?            | ?            | 1+       | 0+     | ?           | ?          |
| C. Cacciatori  | ?        | ?       | ?           | ?          | 2            | 0            | ?            | ?            | 2+       | 0+     | ?           | ?          |
| F. Cagetti     | ?        | ?       | ?           | ?          | 3            | 0            | ?            | ?            | 3+       | 0+     | ?           | ?          |
| S. Ciardelli   | ?        | ?       | ?           | ?          | 3            | 2            | ?            | ?            | 3+       | 2+     | ?           | ?          |
| M. Colombino   | ?        | ?       | ?           | ?          | 2            | 0            | ?            | ?            | 2+       | 0+     | ?           | ?          |
| M. Cupido      | ?        | ?       | ?           | ?          | 3            | -7           | ?            | ?            | 3+       | -7+    | ?           | ?          |
| L. Del Bontà   | ?        | ?       | ?           | ?          | 1            | 0            | ?            | ?            | 1+       | 0+     | ?           | ?          |
| C. Di Costanzo | ?        | ?       | ?           | ?          | 3            | 1            | ?            | ?            | 3+       | 1+     | ?           | ?          |
| S. Ercoli      | ?        | ?       | ?           | ?          | 3            | 0            | ?            | ?            | 3+       | 0+     | ?           | ?          |
| S. Fuselli     | ?        | ?       | ?           | ?          | 3            | 3            | ?            | ?            | 3+       | 3+     | ?           | ?          |
| A. Lanzuise    | ?        | ?       | ?           | ?          | 1            | 0            | ?            | ?            | 1+       | 0+     | ?           | ?          |
| P. Mauro       | ?        | ?       | ?           | ?          | 2            | 0            | ?            | ?            | 2+       | 0+     | ?           | ?          |
| C. Pini        | ?        | ?       | ?           | ?          | 2            | 0            | ?            | ?            | 2+       | 0+     | ?           | ?          |
| I. Pizzichi    | ?        | ?       | ?           | ?          | 1            | 0            | ?            | ?            | 1+       | 0+     | ?           | ?          |
| V. Tardelli    | ?        | ?       | ?           | ?          | 3            | 0            | ?            | ?            | 3+       | 0+     | ?           | ?          |
| C. Ugolini     | ?        | ?       | ?           | ?          | 2            | 1            | ?            | ?            | 2+       | 1+     | ?           | ?          |